# وسط البلد (مسلسل)
وسط البلد هو أول مسلسل «سوب أوبرا» مصري، عرض لأول مرة في 27 فبراير 2022 على قناة إم بي سي مصر وعلى منصة شاهد.، من بطولة جمال عبد الناصر وناصر سيف وفيدرا وسماح السعيد وسميرة عبد العزيز، ومن إخراج أحمد شفيق وزياد الوشاحي ومحمد أسامة.

## قصة المسلسل
في إطار درامي، يتناول العمل الحياة اليومية للمجتمع وقصص الحب والفراق والفرح والمعاناة، من خلال أسرة فضل ووالدته التي تعيش معه، ومحاولات أخيه كامل الاستيلاء على منزلهم ظنا منه بأن والده حرمه من ميراثه.

## طاقم التمثيل
- جمال عبد الناصر: (فضل)
- ناصر سيف: (كامل)
- فيدرا: (نهلة)
- سماح السعيد: (سميحة)
- سميرة عبد العزيز: (زينات)
- عصام السقا: (سعيد)
- سمر علام: (هالة)
- مازن جمال: (طارق)
- إلهام صفي الدين: (ريم)
- محمد خطاب: (حمدي)
- وفاء شوقي: (مها)
- أدهم هاني كمال: (عمرو)
- زياد هاني كمال: (خالد)
- دودي عادل: (باسم)
- تامر الكاشف: (إبراهيم)
- لمياء كرم: (سلوى)
- جيهان أنور: (هيام)
- هاني سراج: (راضي)
- فرح عناني: (سها)
- هانيا عادل: (بسمة)
- شادي سرور: (رؤوف)
- فاطمة محمد علي: (آمال)
- عبد الله أشرف: (نادر)
- محمود حنكش: (كريم)
- محمد الكاشف: (نجيب)
- أحمد عزت: (فوزي)
- ندى عادل: (سهير)
- شاهيستا سعد: (أميرة)
- سلمى غريب: (هويدا)
- نهاد أبو العينين: (منيرة)
- فاطمة بسيوني: (مايسة)
- فاطيمة العوضي: (حنين)
- هايدي عبد الخالق: (منال)
- أسامة عبد الله: (يوسف)
- محمود حجاج: (منعم)
- حنين سعيد: (نعمة)
- لاشينة لاشين: (تحية)
- محمد أبو السعد: (عماد)
- ناردين عبد السلام: (أحلام)
- رامي الطمباري: (فتحي)
- أشكي يوسف: (رنا)
- هالة سرور: (ثريا)
- نيرفانا الخطيب: (لميس)
- وفاء عبده: (فاتن)
- عزوز عادل: (عادل)
- علاء قوقة: (حافظ)
- عماد العمروسي: (باهر)
- محمد علام: (سيف)
- محمد رمزي: (كشافات)
- جينا محروس: (منة)
- ماجدة منير : (نادية)

## فريق العمل
- إخراج: أحمد شفيق، زياد الوشاحي، محمد أسامة
- سيناريو وحوار: شريف يسري، خالد أبو بكر، إبراهيم ربيع، عمر الشحات، شادي أسعد، أكرم يحيى، مينا بباوي، بسنت الحديدي
- ملاحظ سيناريو: نشوى زايد
- إشراف على الكتابة: أمين جمال
- إنتاج: حسن عسيري
- مدير التصوير والإضاءة: أيمن أبو المكارم، سامي المغربي
- مونتاج: محمد عبد المنعم
- موسيقى تصويرية: راجح داوود

## أغنية المقدمة
- غناء: حسين الجسمي
- كلمات: أيمن بهجت قمر
- ألحان وتوزيع: محمود طلعت